# Constantin Adam
Constantin Adam (n. 12 iulie 1996, Călărași, Călărași, România) este un canotor român.

## Carieră
Începând cu anul 2014, în palmaresul canotorului se observă rezultate importante, cu clasări apropiate de podium. Printre rezultatele notabile se află cele două medalii de aur obținute la Balcaniada din același an.
Echipajul masculin de patru rame fără cârmaci — Vlad Dragoș Aicoboae, Marius Vasile Cozmiuc, Toader Andrei Gontaru și Constantin Adam — s-a calificat la Jocurile Olimpice de vară din 2016 în urma rezultatului înregistrat la Campionatele Mondiale de canotaj academic din 2015 de la Aiguebelette-le-Lac (Franța).
Constantin Adam este casătorit cu canotoarea Adriana Adam.

### Palmares competițional
| An                   | Competiție                       | Locație              | Loc                  | Eveniment            | Note                 |
| Reprezentând România | Reprezentând România             | Reprezentând România | Reprezentând România | Reprezentând România | Reprezentând România |
| -------------------- | -------------------------------- | -------------------- | -------------------- | -------------------- | -------------------- |
| 2014                 | Campionatele Mondiale de Juniori | Hamburg, Germania    | 4                    | JM4x                 | 07:00.490            |
| 2015                 | Campionatele Mondiale U23        | Plovdiv, Bulgaria    | 4                    | BM8+                 | 05:40.130            |
| 2016                 | Cupa Mondială                    | Poznan, Polonia      | 6                    | M4-                  | 06:04.860            |